# AfterShot Pro
AfterShot Pro — утиліта для професійної обробки і управління фотографіями від компанії Corel.
AfterShot включає в себе розширений арсенал інструментів коригування для управління фотографіями, дозволяючи детально налаштовувати фотознімок без втрати якості, а також має набір додатків для обробки формату RAW. З основних можливостей програми можна виділити:
- Каталогізація.
- Обробка файлів у форматі RAW.
- Просте управління всіма фотографіями в вбудованому менеджері.
- Пакетна обробка.
- Розширений пошук за атрибутами, тегами, ключовими словами, налаштуваннями цифрової камери тощо.
- Коригування фото без втрати якості.
- Робота в операційних системах Windows, Mac OS X і Linux.
- Підтримка стандартних і настроюваних макетів шаблонів з подальшим виведенням на сайти або в альбоми.
- Друк.
- Налаштування контрастності, різкості, насиченості, стирання небажаних відтінків і багато іншого.
- Підтримка найпопулярніших графічних форматів файлів.

Раніше утиліта носила назву Bibble, яку розробляла Bibble Labs, але після придбання компанією Corel програма зазнала перейменування. Плагіни, створені для Bibble, не підтримуються в AfterShot Pro.